# Sivert Mattsson
Sivert Mattsson (* 9. September 1907 in Harads; † 20. März 1999 in Harads) war ein schwedischer Skilangläufer.
Mattsson, der für den Bodens BK startete, errang er bei den Olympischen Winterspielen 1932 in Lake Placid den 11. Platz über 18 km. Zudem startete er dort beim Lauf über 50 km, den er aber vorzeitig beendete.